# Statue-menhir de Lucante
La statue-menhir est une statue-menhir appartenant au groupe rouergat découverte à Combret, dans le département de l'Aveyron en France.

## Historique
La statue a été découverte en 1984 par M. Muller dans le hameau de Lucante lors de la démolition d'un mur. La statue-menhir est inscrite monument historique au titre d'objet depuis le 14 octobre 2019.

## Description
La statue a été gravée sur une dalle de grès permien d'origine locale. Réemployée comme pierre d'angle dans la construction, la statue avait été retaillée et les deux-tiers de l’œuvre originale sont perdus. Le fragment conservé correspond à la partie supérieure droite de la statue d'origine, il mesure 0,59 m de hauteur sur 0,36 m  de largeur pour une épaisseur de 0,14 m.
C'est une statue féminine. Le visage ne comporte que les deux yeux. Les autres caractères anthropomorphes visibles sont le bras et la main droite, les seins et le haut de la jambe droite. Le sein droit est représenté par une cupule alors que le sein gauche a été représenté avec un léger relief. Au verso, un crochet-omoplate et la chevelure nouée sont visibles. Le personnage porte une ceinture et un collier à cinq rangs. C'est l'unique collier en « V » connu parmi toutes les statues-menhirs du groupe rouergat. 